# Corporació Andina de Foment

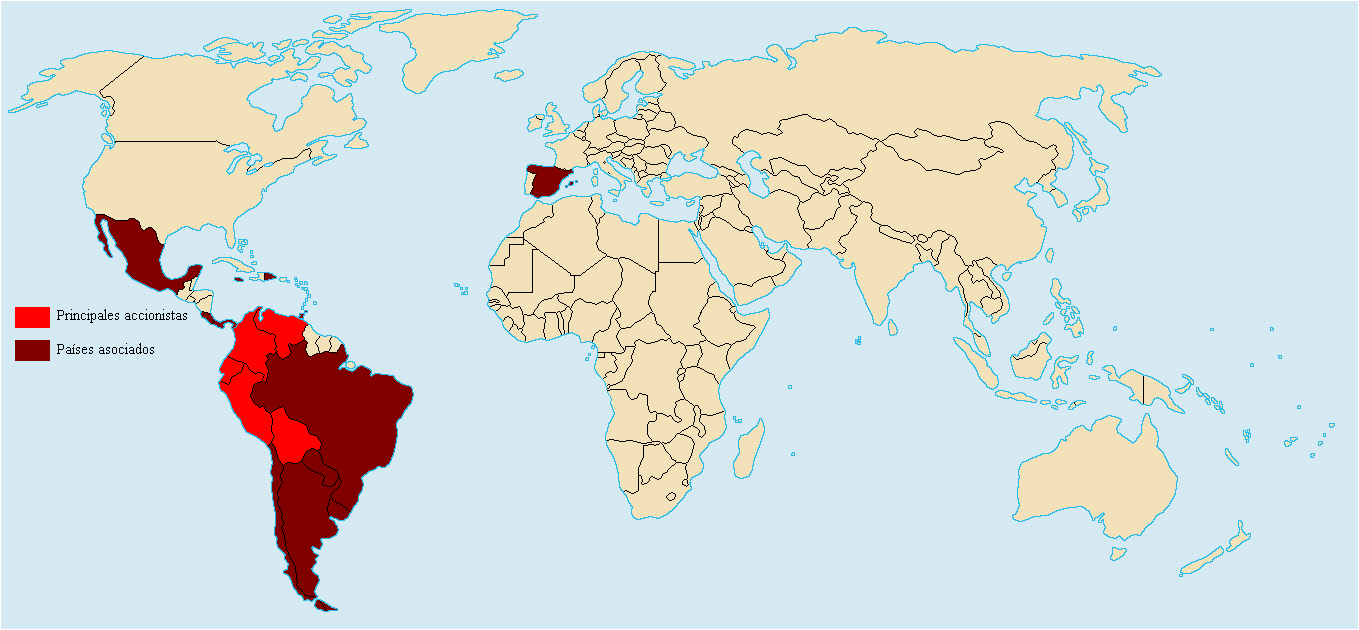
Membres de la CAF.

La Corporació Andina de Foment (CAF) és una institució financera multilateral que dona suport el desenvolupament sostenible i la integració regional entre els països de la Comunitat Andina que són els seus accionistes. Subministra productes i serveis financers múltiples a una àmplia cartera de clients, constituïda pels governs dels Estats accionistes, institucions financeres, i empreses públiques i privades.
La CAF està conformada actualment per 17 països d'Amèrica Llatina, el Carib i Europa:
- Sent els seus principals accionistes els cinc països andins Bolívia, Colòmbia, Equador, Perú i Veneçuela, els quals són accionistes de les sèries "A" i "B".
- A més compta amb altres 12 països associats: Argentina, Brasil, Xile, Costa Rica, Espanya, Jamaica, Mèxic, Panamà, Paraguai, República Dominicana, Trinitat i Tobago i Uruguai, qui formen part de la sèrie "C", i 15 bancs privats de la regió andina, socis de la sèrie "B".

La CAF té la seua seu principal en Caracas, Veneçuela. Addicionalment, disposa d'Oficines de Representació en les ciutats La Paz, Brasília, Bogotà, Quito, i Lima.

## Història
La iniciativa que donaria origen a la Corporació Andina de Foment (CAF) va començar a concretar-se en 1966, després de la signatura de la Declaració de Bogotá pels presidents de Colòmbia, Xile, Veneçuela, i els representants personals dels primers mandataris de l'Equador i Perú, segons la qual s'aprovava un programa d'acció immediata per als països andins i Xile, que preveia l'aplicació de mesures d'integració econòmica i la coordinació de les polítiques dels països participants en matèria comercial, industrial, financera i en serveis de cooperació tècnica. Es va nomenar una Comissió Mixta per a atendre aquestes funcions i es va proposar la creació d'una Corporació de Foment.
Durant 1967, la Comissió Mixta va esbossar clarament les bases de la CAF. El 7 de febrer de 1968, els governs dels països membres van subscriure en el Palau de Sant Carles, en Bogotá, el seu Conveni Constitutiu, concebent a l'entitat com un banc múltiple i agència de promoció del desenvolupament i de la integració andina. Dos anys més tard, el 8 de juny de 1970, la CAF inicià formalment les seues operacions, establint la seua seu a Caracas, Veneçuela.
L'Acord de Cartagena, aprovat al maig de 1969 - un any després del Conveni Constitutiu de la CAF -, establí el marc polític del grup subregional andí i proposà l'adopció d'un model conjunt de desenvolupament econòmic, social i comercial entre països que presentaven característiques similars i que cercaven obtenir els beneficis que, en l'esquema d'integració regional de l'època (ALALC), estaven generalment reservats a les nacions més grans. Per a aquest fi, va incorporar instruments relatius a l'adopció d'estratègies comunes per al desenvolupament industrial, energètic, agropecuari, així com d'investigació i transferència tecnològica, inversió de capitals, construcció d'infraestructura física i tràfic de persones, entre d'altres.
Bolívia i l'Equador van ser els dos primers països que, en 1971, van rebre préstecs de la CAF per a l'execució de projectes referents a la instal·lació d'una xarxa d'emmagatzematge d'arròs (US$ 1,3 milions) i a la construcció d'un complex pesquer per a la captura i congelació de tonyina tropical (US$ 0,5 milions). No obstant això, el primer préstec que va concretar la vocació integracionista de la Corporació es va realitzar un any després, i se li va atorgar a un projecte veneçolà (US$ 3 milions). Aquest projecte tenia com objective la construcció d'un pont sobre el Riu Llimó, en l'Estat Zulia, amb el propòsit de facilitar les connexions viàries amb Colòmbia.
La decisió d'obrir el seu capital accionari a altres socis d'Amèrica Llatina i el Carib, a inicis de la dècada dels noranta, va ser un fet rellevant que va permetre expandir, més enllà de les fronteres andines, tant la vocació integracionista de la CAF com la seua base operativa. Actualment, a més de quatre països de la Comunitat Andina, entre els seus accionistes es troben: Argentina, Brasil, Xile, Costa Rica, Espanya, Jamaica, Mèxic, Panamà, Paraguai, República Dominicana, Trinitat & Tobago, Uruguai, i 15 bancs privats de la regió.
Al llarg de la seua història, la CAF ha tingut 5 Presidents Executius:
- Adolfo Linares Arraya (Bolívia) 1970 - 1976
- Julio Sajinés Goytia (Bolívia) 1976 - 1981
- José Corsino Cárdenas (Equador) 1981 - 1986
- Gal Montaño Pérez (Equador) 1986 - 1991
- Enrique García Rodríguez (Bolívia) 1991 a la data

## Missió
La missió de la CAF està orientada cap a la promoció del desenvolupament sostenible i la integració regional, mitjançant una eficient mobilització de recursos per a la prestació oportuna de serveis financers múltiples, d'alt valor agregat, a clients dels sectors públic i privat dels països accionistes.
Així mateix, la CAF cerca ser una institució financera competitiva, orientada al client, sensible a les necessitats socials i protegida per un personal altament especialitzat".

## Programes estratègics
La CAF dona suport i motoritza diverses iniciatives de treball en diferents sectors de les societats de la Comunitat Andina, entre els quals destaquen infraestructura, menudes i mitjanes empreses, desenvolupament social, cultura i comunitat, sistemes financers, medi ambient, governabilitat, competitivitat, investigació i desenvolupament i integració fronterera.
En tal sentit, existeixen una sèrie de Programes Estratègics que la CAF implementa amb la finalitat d'impulsar el desenvolupament sostenible i la integració de la Regió Andina enfront de l'escenari de la globalització i els països desenvolupats. Aquests programes són:
- Programa de Suport a la Competitivitat (PAC)
- Programa de Suport Integral a la MIPyME
- Programa de Suport a la Investigació
- Programa de Suport al Desenvolupament i Integració Fronterera
- Programa de Biodiversitat BIOCAF
- Programa d'Enfortiment de la Governabilitat
- Programa de Desenvolupament i Integració dels Mercats Financers
- Programa Llatinoamericà del Carboni (PLAC)
- Programa de Responsabilitat Social
- Iniciativa per a la Integració Sud-americana